# Zámek Châteaudun
Zámek Châteaudun (francouzsky Château de Châteaudun) je zámek ve francouzském městě Chateaudun v departementu Eure-et-Loir, region Centre-Val de Loire. Byl vybudován na strategicky výhodné pozici na skále nad údolím řeky Loir v povodí Loiry.
První záznamy hovoří o pevnosti zničené Normany, kterou Theobald I. Podvodník na začátku 10. století opět obnovil a po dobu čtyř set let pak patřila mocnému rodu hrabat z Blois.